# Sachsen-Wittenberg
Sachsen-Wittenberg var ett hertigdöme i det Tysk-romerska riket kring staden Wittenberg, vilket uppstod då stamhertigdömet Sachsen delades på två linjer, Sachsen-Lauenburg och Sachsen-Wittenberg. De askaniska furstarna i Wittenberg gjorde anspråk på den sachsiska kurfurstevärdigheten.  Efter långvariga strider fick den wittenbergska linjen sin rätt att deltaga i kejsarvalet och sin kurfurstevärdighet bekräftad 1356, då kurfurstendömet Sachsen uppstod.

## Hertigar av Sachsen-Wittenberg
- 1180–1212 Bernhard III av Sachsen
- 1212–1260 Albrekt I av Sachsen
- 1260–1298 Albrekt II av Sachsen-Wittenberg
- 1298–1356 Rudolf I av Sachsen-Wittenberg

Rudolf I upphöjdes 1356 till kurfurste av Sachsen; se även Kurfurstendömet Sachsen och Lista över Sachsens regenter.

### Hertigar och kurfurstar

#### Huset Askanien
- 1356 Rudolf I av Sachsen-Wittenberg (omkr. 1284–1356)
- 1356–1370 Rudolf II av Sachsen-Wittenberg (omkr. 1307–1370)
- 1370–1388 Wenzel I av Sachsen-Wittenberg (omkr. 1337–1388)
- 1388–1419 Rudolf III av Sachsen-Wittenberg (död 1419)
- 1419–1423 Albrekt III av Sachsen-Wittenberg

#### Huset Wettin
- 1423–1428 Fredrik I av Sachsen, "den stridbare" (1370–1428)
- 1428–1464 Fredrik II av Sachsen "den saktmodige" (1412–1464)

Fredrik II:s söner Ernst och Albrekt kom att dela Sachsen mellan sig, i den ernestinska respektive den albertinska linjen. Wittenberg och kurfurstetiteln tillföll Ernst, medan Albrekt titulerades hertig av Sachsen, med säte i Dresden.
- 1464–1486 Ernst av Sachsen (1441–1486)
- 1486–1525 Fredrik III av Sachsen, "den vise" (1463–1525)
- 1525–1532 Johan den ståndaktige av Sachsen, (död 1532)
- 1532–1547 Johan Fredrik I av Sachsen, "den ädelmodige" (död 1554)

Genom Johan Fredrik I:s förlust i Schmalkaldiska kriget kom Wittenberg och kurfurstetiteln att övergå till hertig Moritz av den albertinska linjen. Under hans regering kom Sachsen-Wittenberg att administrativt uppgå i det sammanslagna hertig- och kurfurstendömet; se vidare Kurfurstendömet Sachsen.
- 1547–1553 Moritz av Sachsen (1521–1553)

## Källa
Den här artikeln är helt eller delvis baserad på material från Nordisk familjebok, Sachsare, 1904–1926.